# Carlo Sironi
Carlo Sironi (Roma, 1983) è un regista italiano.

## Biografia
Figlio del regista Alberto Sironi.
Nel 2013 la pellicola Cargo da lui diretta riceve una candidatura al David di Donatello come miglior cortometraggio.
Tre anni dopo il cortometraggio Valparaiso da lui diretto e presentato Festival di Locarno 2016 vince il Premio Film und Video Untertitelung nella sezione “Pardi di domani”.
Nel 2019 dirige il lungometraggio Sole, presentato in anteprima al Festival di Venezia 2019 nella sezione Orizzonti e selezionata per la sezione Fuori dal giro della XVIII edizione del Festival del cinema di Porretta Terme dove si è aggiudicata il Premio del Pubblico. Il film è stato anche presentato al Toronto International Film Festival e al Festival di Berlino 2020 nella sezione On Transmission. Per la stessa pellicola ha ricevuto due candidature ai Nastro d'argento 2020 e ai David di Donatello 2020 come miglior regista esordiente. Il film nel dicembre 2020 riceve all'EFA il premio come miglior film rivelazione.

## Filmografia

### Regista
- Sofia - cortometraggio (2008)
- Cargo - cortometraggio (2012)
- Il filo di Arianna - cortometraggio (2012)
- Valparaiso - cortometraggio (2016)
- Sole (2019)
- Quell'estate con Irène (2024)

## Riconoscimenti
- David di Donatello
  - 2013 - Candidatura al miglior cortometraggio per Cargo
  - 2020 - Candidatura al miglior regista esordiente per Sole
- Nastro d'argento
  - 2020 - Candidatura al miglior regista esordiente per Sole
  - 2024 - Candidatura al miglior soggetto per Quell'estate con Irène
- Ciak d'oro
  - 2020 – Candidatura a migliore opera prima per Sole[9]